# قمة جبلية شاهقة

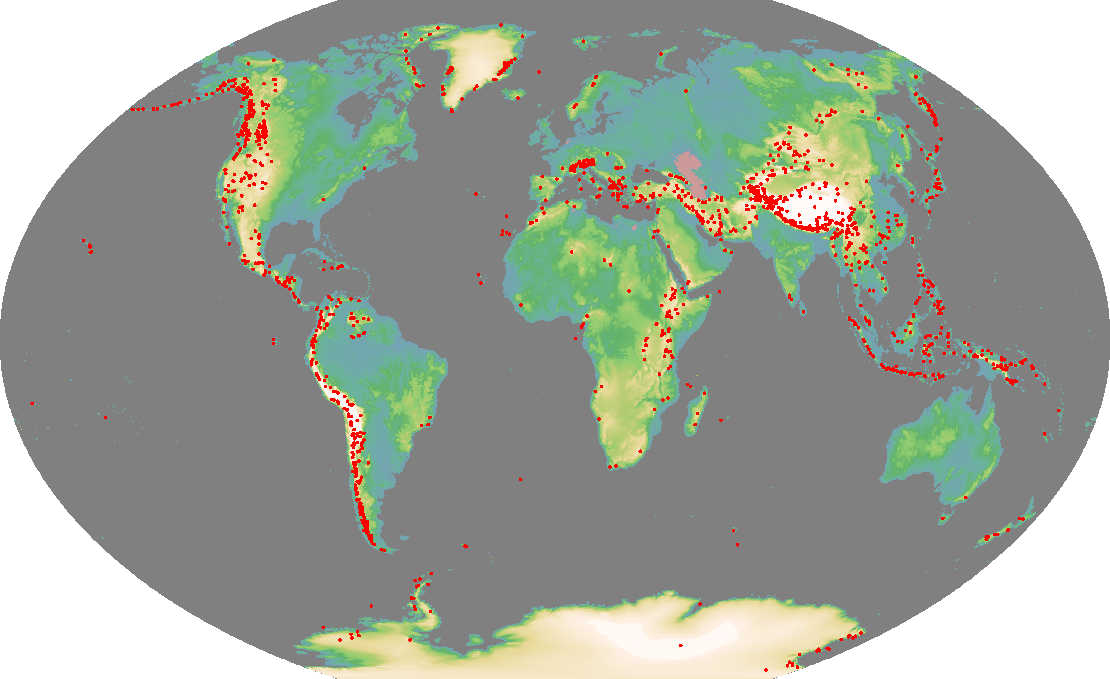
خريطة القمم الجبلية شاهقة الارتفاع على مستوى العالم

إن القمة الجبلية الشاهقة أو القمة الجبلية اختصارًا، هي جبل به نتوء طوبوغرافي طوله 1500 متر (4921 قدمًا) أو أكثر. ويبلغ إجمالي عدد هذه القمم الجبلية تقريبًا 1515 قمة على مستوى العالم. وبعض هذه الجبال معروف حتى لغير متسلقي الجبال مثل قمة إيفرست وأكونكاغوا ودينالي (يحتلون المراكز الثلاثة الأولى من حيث الشهرة)، بينما الكثير منها غير معروف. وهناك بعض القمم الشهيرة مثل ماترهورن وإيجر، ولكنها لا تعتبر من القمم الجبلية الشاهقة لأنها متصلة بجبال أعلى منها عن طريق ممرات مرتفعة؛ لذا فإنها لا تتمتع بالارتفاع الشاهق اللازم لتكون قممًا جبلية.
يرجع استخدام مصطلح «الشاهق» إلى عالم الجغرافيا ستيفين فراي، حيث ذكره في دراساته حول المرتفعات الجبلية في ولاية واشنطن في ثمانينيات القرن العشرين. وكان المصطلح الأصلي «أعظم الجبال الشاهقة», وهو يشير إلى القمم التي لا يقل ارتفاعها عن 5000 قدم (1524 مترًا) للمرتفعات.

## التوزيع
في الوقت الحالي، تم تحديد 1515 من القمم الجبلية الشاهقة في جميع أرجاء العالم: وهي 637 في آسيا و355 في أمريكا الشمالية و209 في أمريكا الجنوبية و119 في أوروبا (بما في ذلك منطقة القوقاز)و84 في أفريقيا و69 في أستراليا و39 في القطب الجنوبي.
وتعتبر الكثير من الجبال الكبيرة المعروفة من القمم الجبلية الشاهقة، بما في ذلك جبل إيفرست وجبل كي 2 وكليمنجارو وجبل مونت بلانك وجبل أوليمبوس. ومن ناحية أخرى، فإن العديد من أكبر وأشهر الجبال مثل جبل إيجر وماترهورن ليست قممًا جبلية شاهقة لأنها ليست مرتفعة بما فيه الكفاية. توجد الكثير من القمم الجبلية الشاهقة في أجزاء غير مسكونة من العالم ونادرًا ما يزورها أحد بما في ذلك 39 قمة جبلية في غرينلاند، والنقاط العالية في جزر القطب الشمالي مثل نوفايا زيمليا وجان مايان وسبيتسبيرجين و 136 قمة جبلية في مرتفعات آسيا. وفي كولومبيا البريطانية، هناك بعض الجبال التي ليس لها اسم عام معروف بشكل عام.
هناك عدد من القمم الجبلية الشاهقة التي لم يتسلقها أحد من قبل مثل النقاط المرتفعة في سلسلة جبال فينيستير وجبل سور زهوتاسي وجبل سيبل وجانجكار بونشوم؛ حيث تعد من أشهر الجبال في العالم التي لم يتسلقها أحد.
وتعتبر كافة القمم السبعة من القمم الجبلية الشاهقة بحكم كونها أعلى القمم على مساحة شاسعة من اليابسة، ولكل منها مضيق رئيسي بين قمتين عند مستوى سطح البحر أو بالقرب منه وينتج عن ذلك قيمة ارتفاع كبيرة تساوي ارتفاع الجبل.

## قوائم القمم الجبلية الشاهقة (1515)

### عام
- قائمة القمم مرتبة حسب الشهرة تضم 125 قمة جبلية في جميع أنحاء العالم.
- قائمة الجزر التي بها أعلى القمم تضم 75 من أعلى النقاط على الجزيرة، وجميعها من القمم الجبلية الشاهقة

### أوروبا (119)
- قائمة قمم جبال الألب مرتبة حسب الشهرة (44)
- قائمة القمم الجبلية الشاهقة في أوروبا غير جبال الألب، تشمل جزر المحيط الأطلنطي ومنطقة القوقاز (75)

### آسيا (637)
- قائمة القمم الجبلية الشاهقة في غرب آسيا (88)
- قائمة القمم الجبلية الشاهقة في آسيا الوسطى (75)
- قائمة القمم الجبلية الشاهقة في جبال الهيمالايا الغربية (80)
- قائمة القمم الجبلية الشاهقة في شرق جبال الهيمالايا، بما في ذلك جنوب الهند وسريلانكا (61)
- قائمة القمم الجبلية الشاهقة في هضبة التبت وشرق آسيا والمناطق المجاورة (108)
- قائمة القمم الجبلية الشاهقة في شمال شرق آسيا (53)
- قائمة القمم الجبلية الشاهقة في اليابان (21)
- قائمة القمم الجبلية الشاهقة في جنوب شرق آسيا (42)
- قائمة القمم الجبلية الشاهقة في الفلبين (29)
- قائمة القمم الجبلية الشاهقة في أرخبيل الملايو (92 بما في ذلك 12 قمة جبلية في أوقيانوسيا (بابوا))

### أفريقيا (84)
- قائمة القمم الجبلية الشاهقة في أفريقيا (84)

### أوقيانوسيا (69)
- قائمة القمم الجبلية الشاهقة في أوقيانوسيا، بما في ذلك جنوب المحيط الهندي (69)
  - قائمة بأشهر القمم الشاهقة في أستراليا (2)
  - قائمة بأشهر القمم الشاهقة في غينيا الجديدة الإندونيسية (12)
  - قائمة بأشهر القمم الشاهقة في نيوزلاندا (10)
  - قائمة بأشهر القمم الشاهقة في بابوا غينيا الجديدة (31)
  - قائمة بأشهر القمم الشاهقة في جزر هاواي (6)
  - قائمة بأشهر القمم الشاهقة في جزر المحيط الهادي (6)
  - قائمة بأشهر القمم الشاهقة في المحيط الهندي الجنوبي (2)

### القارة القطبية الجنوبية (41)
- قائمة القمم الجبلية الشاهقة في القارة القطبية الجنوبية، بما في ذلك جزر جنوب المحيط الأطلنطي (41)

### أمريكا الشمالية (355)

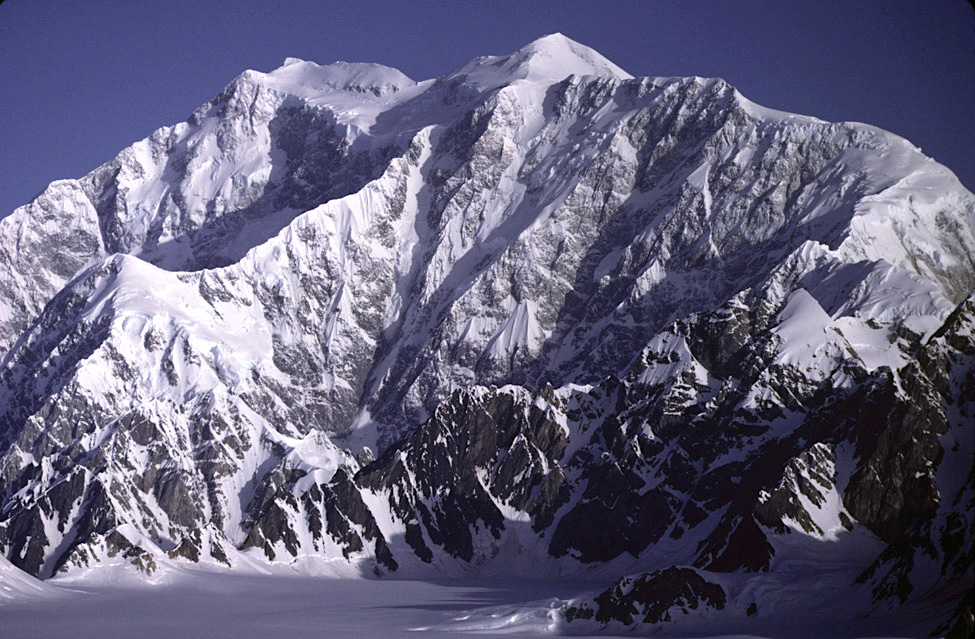
تأتي قمة جبل لوجان في إقليم يوكون, وهي أعلى قمة في كندا, في المرتبة السادسة على مستوى العالم من حيث الارتفاع الطوبوغرافي.

- قائمة القمم الجبلية الشاهقة في أمريكا الشمالية (355)
  - قائمة القمم الجبلية الشاهقة في كندا (142 منها 6 جبال متاخمة للحدود مع الولايات المتحدة الأمريكية)
  - قائمة القمم الجبلية الشاهقة في الولايات المتحدة الأمريكية (129 منها 6 جبال في أوقيانوسيا (جزر هاواي) و6 متاخمة للحدود مع كندا)
    - قائمة القمم الجبلية الشاهقة في ألاسكا (65 منها 4 متاخمة للحدود مع يوكون واثنان متاخمان للحدود مع كولومبيا البريطانية)

  - قائمة القممم الجبلية الشاهقة في جرينلاند (39)
  - قائمة القمم الجبلية الشاهقة في المكسيك (27)
  - قائمة القمم الجبلية الشاهقة في أمريكا الوسطى (22)
  - قائمة القمم الجبلية الشاهقة في منطقة البحر الكاريبي (7)

### أمريكا الجنوبية (209)
- قائمة القمم الجبلية الشاهقة في أمريكا الجنوبية (209)